# CBS Television City

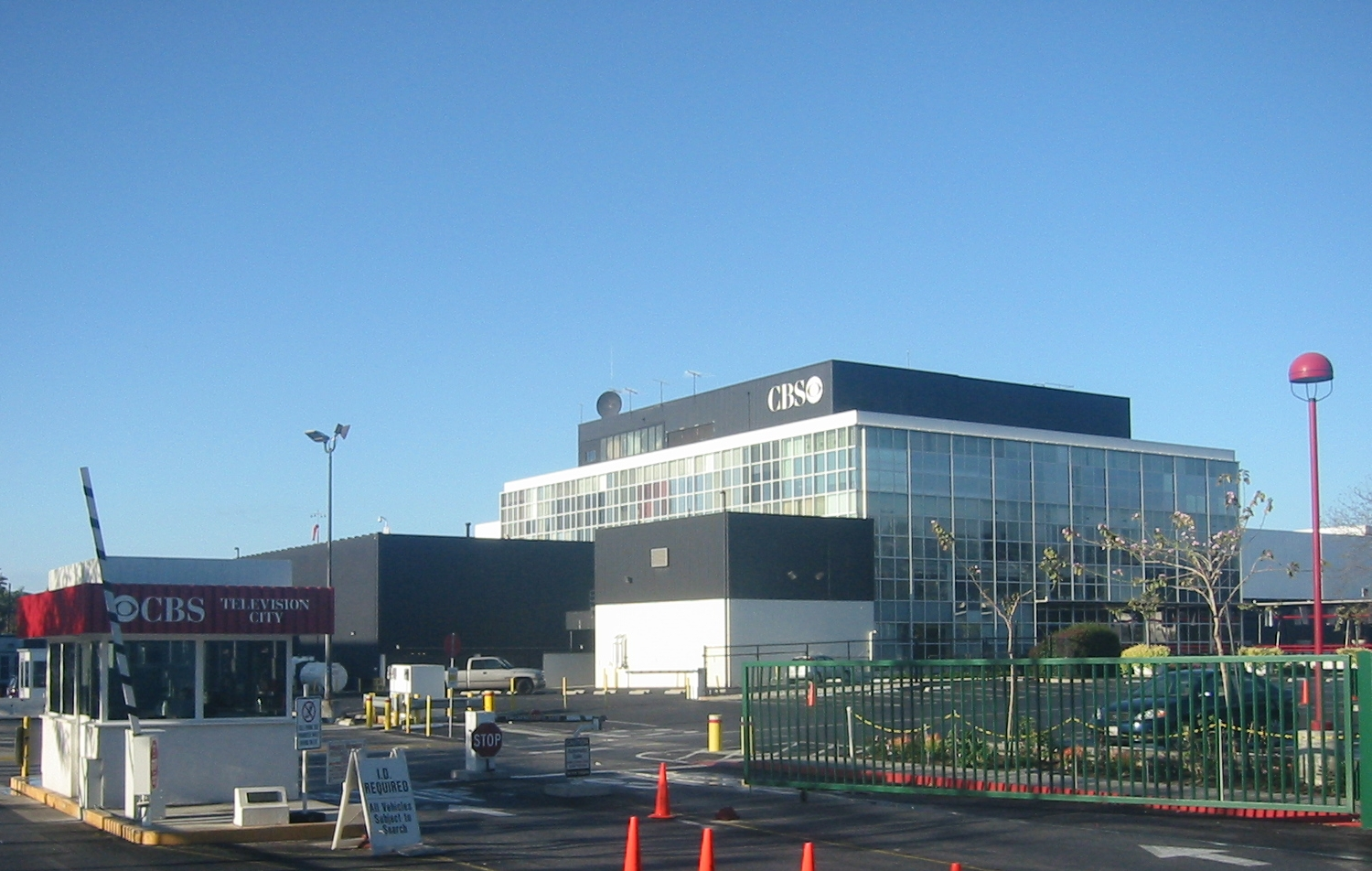
I CBS Television City a Los Angeles

I CBS Television City sono un complesso di Studi televisivi che si trovano nel Fairfax District di Los Angeles e precisamente al 7800 di Beverly Boulevard all'angolo con la North Fairfax Avenue. 
Il complesso è uno dei due studi televisivi della CBS presenti nella California del Sud.
L'altro Studio televisivo è il CBS Studio Center che si trova a Studio City nella San Fernando Valley.
Dalla sua inaugurazione avvenuta nel 1952 ha ospitato numerosi show televisivi ed è stato il set di numerosi film come Music Graffiti (titolo originale That Thing You Do!) del 1996 con Tom Hanks e Liv Tyler.
Nei crediti iniziali di molti show registrati negli studi una voce ripeteva la frase From Television City in Hollywood.
Il complesso dispone ad oggi di un totale di otto studi separati ed occasionalmente vengono organizzati dei tour che permettono ai visitatori di vedere il backstage dei programmi in produzione.